# Décennie 1560 en arts plastiques
Chronologie des arts plastiques
Années 1550 - Années 1560 - Années 1570
Cet article concerne les années 1560 en arts plastiques.

## Événements
- 1560 : trois cent cinquante peintres sont inscrits à la guilde des peintres à Anvers[1].

- 1562 : Giuseppe Arcimboldo devient le peintre de cour de Ferdinand Ier puis de Maximilien II en 1564 et Rodolphe II après 1576[2].
- 13 janvier 1563 : fondation officielle de l'Accademia del Disegno de Florence[3].

- 25 juin 1564 : le dessinateur dieppois Jacques Le Moyne de Morgues débarque en Floride avec la seconde expédition de Ribault et Laudonniere ; pendant quinze mois, il croque sur le vif la manière de vivre des indigènes Timucuas et dresse une carte de la Floride[4]. Ses dessins et aquarelles sont gravés et publiés par Théodore de Bry en 1591[5].

## Réalisations
- 1559-1562 : Le Rapt d'Europe, peinture du Titien[6].

- 1560 :
  - Le Jugement dernier et L’Adoration du veau d’or, fresques du Tintoret pour l'église de la Madonna dell'Orto à Venise[7].
  - nouvelle version de Venus et Adonis, peinture du Titien conservée à la Galerie nationale d'Art ancien à Rome[6].
- 1560-1563 : Federico Barocci et Federico Zuccari sont chargés par Pie IV de décorer lz Casino du Belvédère au Vatican[8].

- 6 juin 1562 : les Bénédictins de la basilique San Giorgio Maggiore de Venise commandent à Paul Véronèse un tableau pour décorer le réfectoire - construit par Andrea Palladio - de leur couvent, les Noces de Cana, l'une des œuvres majeures de la Renaissance, achevée le 6 octobre 1563[9].
- Vers 1562 : Pieter Brueghel l'Ancien peint Le Triomphe de la Mort[10].
- 1562-1566 : Le Tintoret réalise deux toiles dédiées à l'histoire de saint Marc à la Scuola Grande di San Marco, La Découverte du corps de saint Marc et L'Enlèvement du corps de saint Marc[11].
- 1564 :  Saint Roch en Gloire ou L’Apothéose de San Rocco, peinture du Tintoret qui obtient la commande d’une cinquantaine de toiles pour la confrérie de San Rocco qu'il exécute entre 1565 et 1567, puis de 1575 à 1588, dont une Crucifixion (1565)[12].
- 1565 : Pierre Breughel l'Ancien peint une série de cinq tableaux intitulés les Saisons, Chasseurs dans la neige, la Journée sombre, la Fenaison, La Moisson, La Rentrée des troupeaux[13].
- Vers 1565 : Allégorie du Temps gouverné par la Prudence, peinture du Titien[14].
- 1565-1569 : Martyre de saint Laurent, fresque de Bronzino pour la basilique San Lorenzo de Florence[15].
- Vers 1567-1568  : Portrait de Jacopo Strada, du Titien[6].

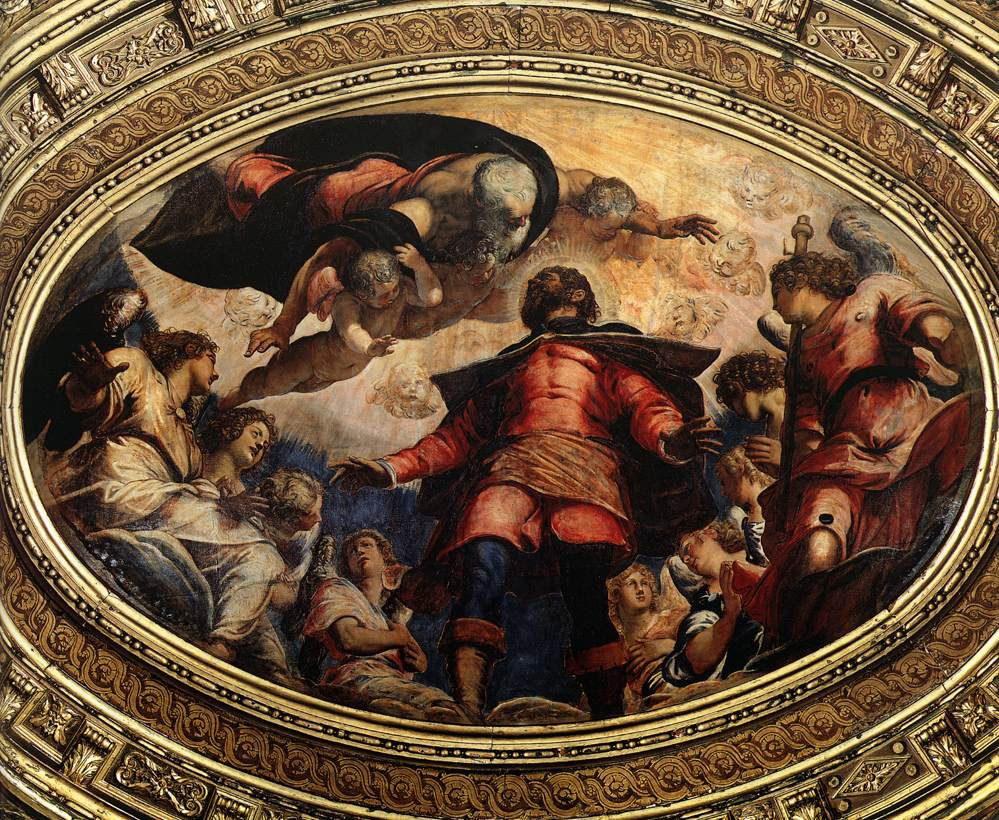
L’Apothéose de San Rocco, Tintoret.
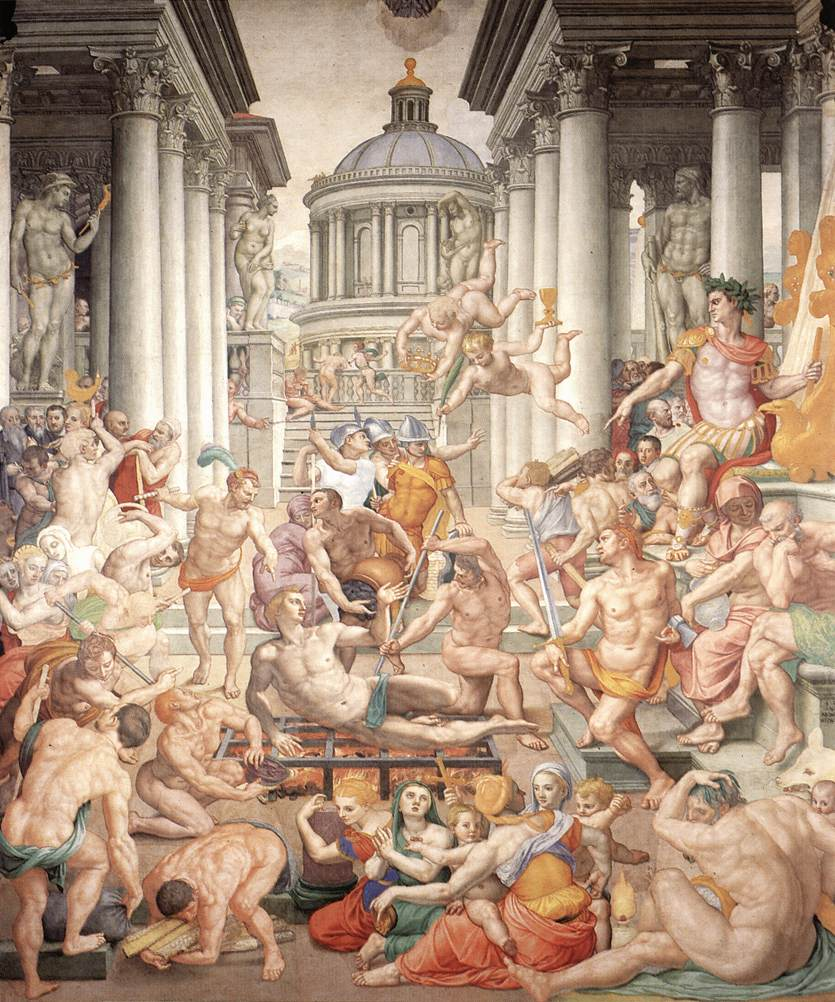
Martyre de saint Laurent, Bronzino.